# 井邑駅
座標: 北緯35度34分32.12秒 東経126度50分33.14秒 / 北緯35.5755889度 東経126.8425389度
井邑駅（チョンウプえき）は、大韓民国全北特別自治道井邑市蓮池洞にある韓国鉄道公社（KORAIL）の駅である。

## 利用可能な路線
- 韓国鉄道公社
  - 湖南線
  - 韓国高速鉄道（KTX）
    - 湖南高速線

## 駅構造
- KTXは相対式ホーム2面2線と通過線（本線）2線の合計2面4線（ホームは副本線にある）、一般列車は島式ホーム2面4線の地上駅。

### のりば
| のりば | 路線               | 種別                       | 行先                               |
| ------ | ------------------ | -------------------------- | ---------------------------------- |
| 1      | 湖南高速線（下り） | KTX                        | 光州松汀・木浦方面                 |
| 4      | 湖南高速線（上り） | KTX                        | 益山・五松・龍山・ソウル・幸信方面 |
| 5・6   | 湖南線（下り）     | ITX-セマウル・ムグンファ号 | 光州松汀・木浦・光州・順天方面     |
| 7・8   | 湖南線（上り）     | ITX-セマウル・ムグンファ号 | 益山・西大田・天安・水原・龍山方面 |

## 駅周辺
- 内蔵山
- ロッテマート井邑店
- 井邑市外バスターミナル

## 歴史
- 1912年12月1日 - 井邑駅として開業。
- 1982年 7月1日 - 井州駅（정주역）に改称。
- 1985年12月17日 - 駅舎新築。
- 1995年 9月1日 - 井州市と井邑郡が合併し、井邑市が発足したことに伴い、井邑駅に改称。
- 2004年 4月1日 - 湖南線KTX運行開始。停車駅となる。
- 2004年 7月1日 - 韓国鉄道公社全北本部管理駅に指定。
- 2013年 9月25日 - KTX駅舎着工。
- 2015年 4月2日 - 湖南高速線開業。当駅を通るKTXは全列車が高速線に移行[1]。

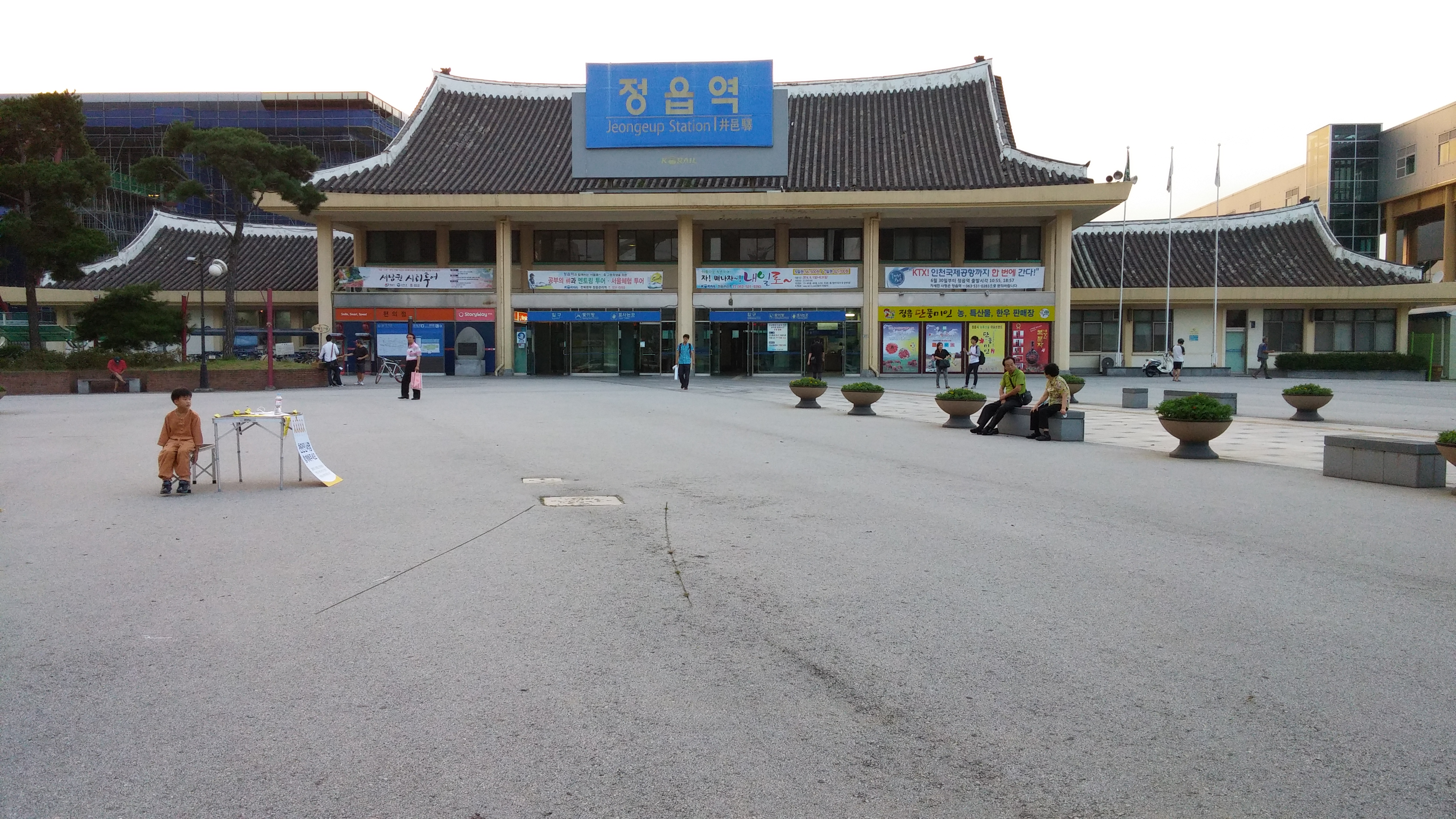
湖南高速線開業前に共用されていた旧駅舎(2014年8月)

## 隣の駅
韓国鉄道公社
韓国高速鉄道 (KTX)
湖南高速線
益山駅 - 井邑駅 - 光州松汀駅
湖南線
新泰仁駅 - (楚江駅) - 井邑駅 - (川原駅) - (蘆嶺駅) - 白羊寺駅